# Торбеєво (Первомайський район)
Торбе́єво (рос. Торбеево) — присілок у складі Первомайського району Томської області, Росія. Входить до складу Первомайського сільського поселення.
Стара назва — Тарбеєво.

## Населення
Населення — 371 особа (2010; 466 у 2002).
Національний склад (станом на 2002 рік):
- росіяни — 93 %